# Acrolophus corticinocolor
Acrolophus corticinocolor je moljac iz porodice Acrolophidae. Može ga se naći u Kostarici.